# Pinch-Effekt (Strömungslehre)
Als Pinch-Effekt (engl.: to pinch, dt. ‚kneifen‘) wird ein Phänomen aus der Strömungslehre bezeichnet, das unter anderem in der Membrantechnik von Bedeutung ist.
Mark C. Porter vermutete als erster, dass der sogenannte Pinch-Effekt (mit unter auch Tubular-Pinch-Effekt) für den Rücktransport abgetrennter Partikel von der Membran in die Kernströmung verantwortlich ist. 1956 wurde von G. Segré und A. Silberberg bei der Arbeit mit verdünnten Suspensionen kugelförmiger Partikel in Rohrleitungen erstmals dieser Effekt nachgewiesen. Beim Durchströmen selbiger wanderten die Partikel scheinbar weg von Rohrwand und Rohrachse und erreichten ein Gleichgewicht in einer exzentrischen radialen Position.
Wenn
| {\displaystyle v_{p}} | radiale Geschwindigkeitskomponente eines Partikels |
| {\displaystyle d_{T}} | Rohrdurchmesser                                    |
| {\displaystyle d_{p}} | Partikeldurchmesser                                |
| {\displaystyle r^{*}} | Gleichgewichtsradius                               |
| {\displaystyle w^{*}} | mittlere Strömungsgeschwindigkeit                  |
| {\displaystyle Re}    | Reynolds-Zahl                                      |
| {\displaystyle r}     | Radius                                             |

Radiale Verteilung der Partikelkonzentration c in einem durchströmten Rohr

dann liegt dem Pinch-Effekt folgende Beziehung zu Grunde:
{\displaystyle v_{\text{p}}=0{,}17\cdot w^{*}\cdot Re\cdot {\left({\frac {d_{\text{p}}}{d_{\text{T}}}}\right)}^{2{,}84}\cdot {\frac {2r}{d_{\text{T}}}}\cdot \left(1-{\frac {r}{r^{*}}}\right)}
Dieser Effekt ist in der Membrantechnik bei Tangentialflussfiltrationen und vor allem bei der Dialyse von Bedeutung. Er spielt besonders bei Partikeln ab einem Durchmesser von 5 µm und laminaren Strömungsverhältnissen eine Rolle und verlangsamt den Prozess der Filterkuchenbildung, was die Standzeiten verlängert und die Filtrierleistung auf Dauer hoch hält.